# Jean-Pierre Aumont

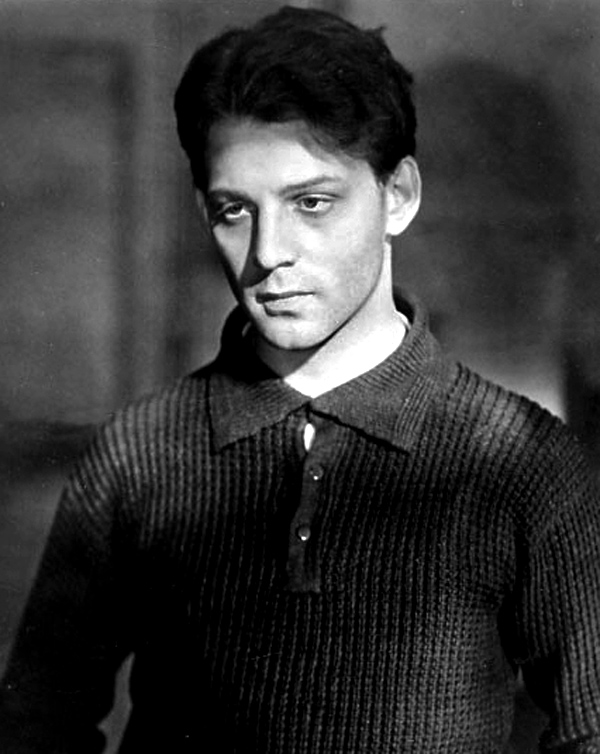
Jean-Pierre Aumont, cirka 1930.

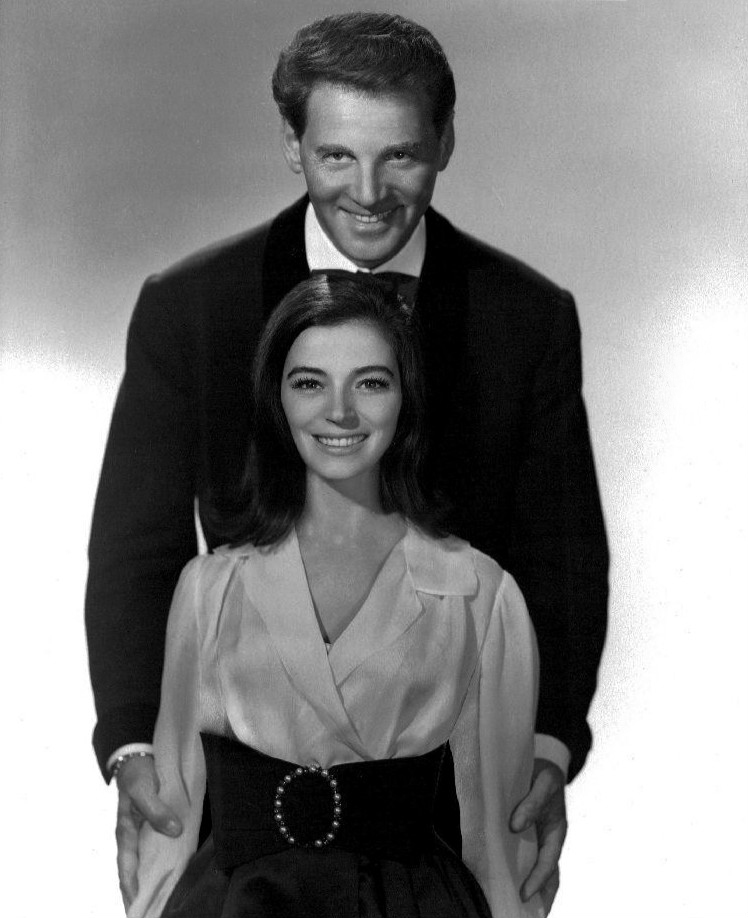
Jean-Pierre Aumont och hustrun Marisa Pavan, 1965.

Jean-Pierre Aumont, ursprungligen Jean-Pierre Philippe Salomons, född 5 januari 1911 i Paris, död 30 januari 2001 i Gassin i Var, var en fransk skådespelare. Lång, blond och blåögd med charm och elegans, medverkade han i franska, amerikanska och internationella filmer.

## Biografi
Scendebut 1930, filmdebut 1931. Han fick sitt stora genombrott 1934 i Jean Cocteaus teaterpjäs La Machine infernale.
Hans karriär fick ett avbrott under andra världskriget, då han stred med de Fria franska styrkorna i Tunisien, Italien och Frankrike. För sin insats belönades han med såväl franska Hederslegionen som Croix de Guerre.
Han medverkade sedan i flera Hollywoodfilmer innan han återvände till Frankrike.
Aumont var en period förlovad med skådespelerskan Hedy Lamarr. I sitt andra äktenskap var han gift med skådespelerskan Maria Montez (från 1943 fram till hennes död 1951; ett barn) och från 1956 till sin död 2001 med den italienska skådespelerskan Marisa Pavan; två barn.

## Filmografi i urval
- 1936 – Taras Bulba
- 1937 – Det perfekta brottet
- 1938 – Hôtel du Nord
- 1943 – Om ock tusen falla
- 1946 – Sånt händer i Paris
- 1948 – Atlantis
- 1953 – Lili
- 1959 – Äventyr på de sju haven
- 1961 – Djävulen kommer kl 4
- 1962 – Fem mil till midnatt
- 1969 – Fästningen i Ardennerna
- 1973 – Dag som natt
- 1974 – Trubbel i Karibien
- 1975 – Mahogany
- 1975 – The Happy Hooker
- 1984 – Blod och skam
- 1994 – Giorgino
- 1995 – Jefferson i Paris

## Teater

### Roller
| År   | Roll              | Produktion                                            | Regi       | Teater                          |
| ---- | ----------------- | ----------------------------------------------------- | ---------- | ------------------------------- |
| 1981 | Dr. Paul Marchand | A Talent for Murder Jerome Chodorov och Norman Panama | Paul Aaron | Biltmore Theatre, New York, USA |